# Pero, Milano
Pero là một đô thị ở tỉnh Milano, vùng Lombardia của Italia, khoảng9 km về phía tây bắc của Milano. Tại thời điểm ngày 31 tháng 12 năm 2004, đô thị này có dân số 10.378 và diện tích là 5,0 km².
Đô thịPero gồm cácfrazioni (đơn vị cấp dưới, chủ yếu là thôn làng) Cerchiate and Cerchiarello.
Pero giáp các đô thị: Rho, Milano.